# Idalia (Kolorado)
Idalia – jednostka osadnicza w Stanach Zjednoczonych, w stanie Kolorado, w hrabstwie Yuma.